# Друзья-товарищи (фильм)
«Друзья-товарищи» — советский художественный фильм режиссёра Валентина Павловского, снятый в 1959 году на Ялтинской киностудии. Экранизация приключенческой повести Африкана Шебалова «Тайна стонущей пещеры». Премьера фильма состоялась 24 марта 1960 года.

## Сюжет
Фильм рассказывает о приключениях путешествующих по Крыму пионеров, трое из которых решили раскрыть тайну пещеры, где пропадали люди. В горах, поблизости от села, где остановились ребята, расположена легендарная пещера, где во время войны скрывались партизаны. Кроме них, пещерой интересуются и взрослые — колхозный бухгалтер Рязанов (Михаил Глузский) и приехавший из города его друг Кушнир. За этим скрывается какая-то тайна.
В отличие от повести, сюжет несколько смягчён. Вражеские шпионы в нём превратились в советских людей, которые ищут источник воды.

## В главных ролях
- Тамара Стрельцова — Зина Бубенко
- Юрий Ржецкий — Витя Гонта
- Вячеслав Семёнов — Олег Шумейко
- Александр Ракитин — Вася Коркин
- Анатолий Сенченко — Юрко, любитель детективных романов
- Василий Гзовский — Митька
- Лариса Сергеева — Галя Пурыгина
- Татьяна Астахова — Оля Пахомова
- Михаил Глузский — Рязанов, колхозный бухгалтер
- Николай Дупак — Кушнир, друг Рязанова
- Данута Столярская — Вера Алексеевна
- Евгения Веховская — Елизавета Петровна
- Юрий Боголюбов — Пётр Искорка
- Дмитрий Капка — дед Пахом
- Нина Кукушкина — Лена
- Юрий Максимов — майор
- Леонид Слисаренко — лесничий (нет в титрах)

## Создание
Книга «Тайна стонущей пещеры» вышла из печати в 1958 году и в том же году начались съемки фильма «Друзья-товарищи». Газета «Крымский комсомолец» отмечала: «Друзья-товарищи» — одна из первых работ Ялтинской студии (незадолго до этого она получила новый статус, перестав быть кинофабрикой) и наших крымских сценаристов". В книге Шебалова просто, удивительно и жизненно выписаны детские характеры, все герои — главные, яркие, непохожие друг на друга. Картину вспоминают и через 50 лет после выхода:

Фильм получился таким же светлым и чистым, как всё детское кино того времени. Для поколений, выросших в другой стране, лента сохранила ощущение, что в детство можно вернуться. Так, вдохнув запах засушенного цветка, найденного между страницами, мы возвращаемся в лето.